# Міхаель Петер
Міхаель Петер (нім. Michael Peter, 7 травня 1949 — 23 жовтня 1997) — німецький хокеїст на траві.
Олімпійський чемпіон 1972 року, срібний призер 1984 року, учасник 1976 року.